# Miconia vulcanidomatia
Miconia vulcanidomatia, vrsta mikonije, biljke iz porodice melastomovki sa Kube, Jamajke i Haitija.

## Sinonimi
- Calycogonium rhamnoideum Naudin